# Соколенко, Алексей Лукич
Алексей Лукич Соколенко (род. 1926) — советский генерал-майор танковых войск (1970). Начальник Казанского высшего танкового командного Краснознамённого училища (1975—1984).

## Биография
Родился 8 марта 1926 года на руднике Жёлтая Река (с 1957 года — город  Жёлтые Воды) Днепропетровской области.
В 1943 году призван в ряды  Красной Армии и направлен в действующую армию. Участник Великой Отечественной войны в составе 105-го пограничного полка НКВД СССР, воевал на Волховском и Ленинградском фронтах. С 1944 года — помощник командира взвода 1347-го стрелкового полка 225-й стрелковой дивизии, воевал на  2-м и 1-м Украинских фронтах.
С 1948 по 1953 годы после окончания Северо-Кавказского танкового училища служил —командиром танкового взвода, танковой роты 218-го отдельного танко-самоходного батальона 30-й отдельной стрелковой бригады Северо-Кавказского военного округа. С 1953 по 1954 годы — командир роты 218-го отдельного танко-самоходного батальона 295-й стрелковой дивизии Донского военного округа. С 1954 по 1957 годы — командир роты 
33-го танкового полка и 120-го отдельного разведывательного батальона, с 1957 по 1960 годы — заместитель командира танкового батальона 60-го мотострелкового полка  18-й мотострелковой дивизии 3-й армии ГСВГ.
С 1960 года после окончания Военной академии бронетанковых войск служил в Прикарпатском военном округе: с 1960 по 1962 годы — командиром батальона 276-го танкового полка 30-й гвардейской танковой дивизии, с 1963 по 1969 годы — заместитель командира и  командир 135-го танкового полка 23-й танковой дивизии.
С 1969 по 1975 годы — командир 31-й танковой Висленской Краснознамённой, орденов Суворова и Богдана Хмельницкого дивизии Центральной группы войск. В 1971 году окончил Высшие академические курсы при Военной академии имени. М. В. Фрунзе.   
С 1975 по 1984 годы — начальник Казанского высшего танкового командного Краснознамённого училища . 
В 1984 году уволен на пенсию. Жил в Москве.

## Награды
- Орден Отечественной войны II степени
- Два Ордена Красной Звезды
- Орден «За службу Родине в Вооружённых Силах СССР» III степени